# Nusoncus nasutus
Genre
Espèce
Synonymes
- Troxochrus nasutus Schenkel, 1925
- Entelecara strandi Kolosváry, 1934

Nusoncus nasutus, unique représentant du genre Nusoncus, est une espèce d'araignées aranéomorphes de la famille des Linyphiidae.

## Distribution
Cette espèce se rencontre en Europe.

## Description
Les mâles mesurent de 1,8 à 1,9 mm et les femelles de 1,8 à 2,1 mm.

## Publications originales
- Schenkel, 1925 : Beitrag zur Kenntnis der Spinnenfauna von Todtmoos. Mitteilungen des Badischen Landesvereins für Naturkunde und Naturschutz, vol. 1, p. 347-353.
- Wunderlich, 2008 : Descriptions of new taxa of European dwarf spiders (Araneae: Linyphiidae: Erigonidae). Beiträge zur Araneologie, vol. 5, p. 685-697.